# 斯萊特卡特 (印地安納州)
斯萊特卡特（英語：Slatecut）是位於美國印地安納州克拉克縣的一個非建制地區。該地的面積和人口皆未知。

## 地理
斯萊特卡特的座標為38°26′54″N 85°45′57″W / 38.44833°N 85.76583°W，而該地的平均海拔高度為149米（即489英尺）。